# Guillaume Henri Dufour

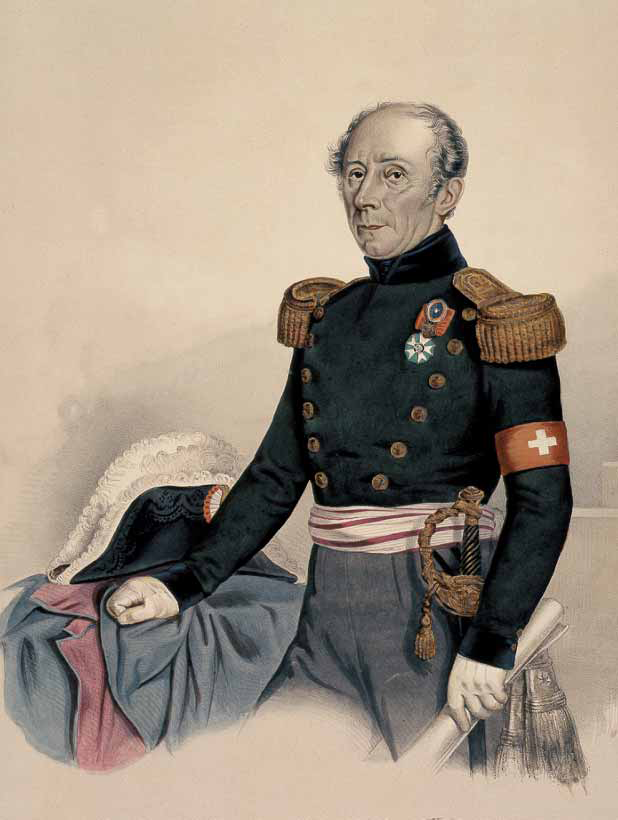
Henri Dufour

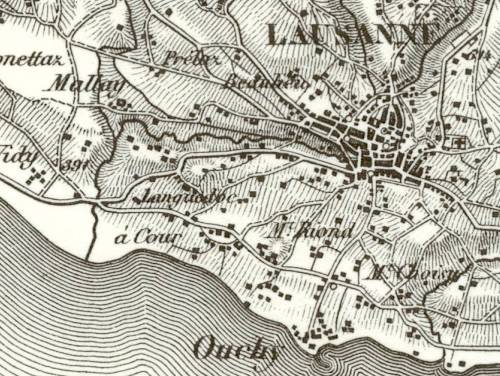
Lozanna na mapie Dufoura z połowy XIX w.

Guillaume Henri Dufour (ur. 15 września 1787 w Konstancji, zm. 14 lipca 1875 w Genewie) – szwajcarski generał, inżynier budowy mostów, kartograf, od 1831 generał sztabu. Sporządził mapę topograficzną Szwajcarii.
Wraz z m.in. z Henri Dunantem był współzałożycielem Czerwonego Krzyża, a następnie jego pierwszym przewodniczącym.
Na jego cześć najwyższy szczyt w alpejskim masywie Monte Rosa, a jednocześnie najwyższy szczyt Szwajcarii, nazwano Dufourspitze (fr. Pointe Dufour).